# 763 Cupido
A 763 Cupido (ideiglenes jelöléssel 1913 ST) a Naprendszer kisbolygóövében található aszteroida. Franz Kaiser fedezte fel 1913. szeptember 25-én.